# Шадт Булат
Шадт Була́т (Була́тов Шаймура́т Минлигали́евич) (25 декабря 1909, Енахметово, Шаранский район, Республика Башкортостан — 17 марта 1943, Центральный фронт) — марийский советский поэт, переводчик, журналист, педагог. Член Союза писателей СССР. Участник Великой Отечественной войны.

## Биография
Родился в бедной крестьянской семье. В 1920 году от тифа умер его отец. В 1917 году мальчик начал учиться в начальной школе родной деревни, своё образование продолжил в 7-летней Акбарисовской школе, затем — в Шаранской школе.
В 1926 году, после окончания семилетней школы Башкирское облоно его как сироту направило учиться в Козьмодемьянский педагогический техникум Марийской автономной области. В техникуме он учился на учителя горномарийского языка, после окончания техникума работал воспитателем детского дома, а также преподавал горномарийский язык и литературу на подготовительных курсах рабфака, работал в редакциях районных газет, в филиале Марийского книжного издательства в Козьмодемьянске.
В 1938 году он поступил в Марийский учительский институт, после окончания которого стал сотрудником редакции газеты «Рвезе коммунист» («Молодой коммунист»), работал в Наркомпросе Марийской АССР.

## Гибель на фронте
С началом Великой Отечественной войны поэта по состоянию здоровья поначалу не брали на фронт. После написания 3 заявлений 22 января 1942 года его призвали в Красную армию. В марте 1942 года он получил ранение и вернулся обратно. Когда рука зажила, с августа того же года Ш. Булат снова стал проситься на фронт. 8 раз его возвращали со сборного пункта. Вначале он был направлен в Ивановскую область в Гороховецкий учебный лагерь, в лыжный миномётный батальон. Вскоре его перевели в состав 1-й отдельной стрелковой бригады и отправили на Центральный фронт. Ему присвоили звание сержанта и назначили заместителем политрука роты.
17 марта 1943 года во время одной из боевых операций под Орлом был ранен командир роты. Спасая его, во время оказания медицинской помощи Ш. Булат погиб. Похоронен в братской могиле села Покровское Троснянского района (ныне — Орловской области). Посмертно награждён орденом Красной Звезды.

## Литературная деятельность
Член Союза писателей СССР с 1937 года.
Ш. Булат с детства знал фольклор восточных мари, в результате в 1925 году альманах «У илыш» («Новая жизнь») опубликовал 12 обработанных им частушек.
По приезде в Козьмодемьянск стал писать стихи для молодёжи, за что его считали комсомольским поэтом. Ещё в годы учёбы в Козьмодемьянском педтехникуме Шадт активно включился в общественную работу, вместе с другими студентами участвовал в постановке спектаклей и концертов, писал свои первые заметки в газету. Поэт любил выступать на публике, читал свои произведения перед многочисленной аудиторией в разных концертных залах, старался быть на всех собраниях, конференциях и легко знакомился с молодёжью. Он в своём творчестве прославлял жизнь молодых и их труд во благо родного края и всей страны.
Герой его поэмы «Ориш Макси» (1937) — смелый борец с кулачеством, стал любимцем сельской молодёжи.
Свои первые книги в период с 1933 по 1935 годы поэт написал и издал на горномарийском языке, а детскую пьесу «Петю» («Петя») он создал в соавторстве с писателем и драматургом Г. Ефрушем.
Следует отметить, что Шадт Булат — единственный выходец из восточных и луговых марийцев, который создавал произведения главным образом на горномарийском литературном языке.
Писать на луговомарийском языке начал с 1938 года, это сборники стихотворений «Ший памаш» («Серебряный родник», 1940), «Родина ӱжеш» («Родина зовёт», 1943).
Многие произведения Ш. Булата написаны в форме лесенки, как это было принято в 1930-х годах после Владимира Маяковского. Ранние стихотворения поэта носили риторический и лозунговый характер. Многие произведения, включённые в книгу «Патыр курым» («Богатырский век»), имеют автобиографическую основу. Более зрелыми стали другие сборники Ш. Булата. В них он раскрывал тему патриотизма: любовь человека к Родине, единство и дружбу народов разных национальностей. Стихотворение поэта «Ший памаш» («Серебряный родник»), вошедшее в одноимённый сборник 1940 года, стало хрестоматийным.

В годы войны для него главной стала тема патриотизма. В письме к писателям он обращался:
«Мы за свою любимую Родину не пожалеем жизни. Я, участник Великой Отечественной войны, свой долг — Ваш наказ выполню с честью, и Вы, дорогие товарищи, ещё сильнее работайте для укрепления советского тыла. Помогайте Красной Армии, пишите прекрасные произведения о патриотах Родины, острым пером безжалостно колите маловеров и трусов».
И в подтверждение своих слов им созданы стихи, отличающиеся осмыслением фронтовой жизни: «Куатле Родина ӱжеш» («Могучая Родина зовёт», 1941), «Мемнан патыр соколна» («Наш храбрый сокол», 1941), «Отважный — кажнылан родной» («Отважный — каждому родной», 1942), «Людмила Павличенко» (1942).
Произведения Ш. Булата переведены на русский, татарский, башкирский и чувашский языки. Сам поэт перевёл на родной язык произведения В. Жуковского, М. Лермонтова, Н. Некрасова, С. Маршака, В. Маяковского, Н. Островского и других.

## Основные произведения
Основные произведения Ш. Булата на марийском языке и в переводе на русский язык:

### На марийском языке
- Комсомольи: стихвлӓ. М., 1933. 48 с.
- Октябрь: поэма. М., 1933. 48 с.
- Патыр курым: стихвлӓ (Отважные: стихи). М., 1935. 80 с.
- Петю: анжыктымаш (Петя: пьеса). М., 1935. 24 с.
- Ший памаш; Канымаш: почеламут-влак // Пиалан илыш. 1939. № 2. С. 51-52.
- Кӱслезын мурыжо; Пиалаҥын у ялна; Гӱльбану: почеламут-влак да поэма гыч ужаш // Пиалан илыш. 1939. № 3. С. 21, 38, 104—105.
- Ший памаш: почеламут сб. (Серебряный родник: стихи). Йошкар-Ола,1940. 32 с.
- Родина ӱжеш: почеламут-сб. (Родина зовёт: стихи). Йошкар-Ола, 1943. 24 с.
- Пеледше элем: ойырен налме почеламут сб. (Моя цветущая земля: избр. стихи). Йошкар-Ола, 1948. 96 с.
- Волгалтше шӱдыр: почеламут-влак (Яркая звезда: стихи). Йошкар-Ола, 1955. 72 с.
- Яратем: стихвлӓ, поэмывлӓ, пьеса (Люблю: стихи, поэмы, пьеса). Йошкар-Ола, 1957. 64 с.
- Акнаш: йоча ойлымаш ден пьеса да почеламут-влак сб. (Акнаш: сб. рассказов, пьес и стихов для детей). Йошкар-Ола, 1966. 52 с.
- Вӓрет мамык гань лижӹ!; Патыр курым: стихвлӓ // Патыр курым. Йошкар-Ола, 1980. С. 180—184.

### В переводе на русский язык
- Песня гусляра: стихи / пер. Э. Левонтина // Марийская поэзия. Йошкар-Ола, 1952. С. 8.
- Серебряный ручей: стихи / пер. Э. Левонтина // Марийская поэзия. М., 1960. С. 131—132.
- Серебряный ручей; Отважный, каждому родной; Песнь моему поколению: стихи / пер. Э. Левонтина, А. Казакова, С. Золотцева // Соловьиный родник. Йошкар-Ола, 1970. С. 77—79; 1979. С. 69—71; 1984. С. 57—60.

## Память
- В 2004 году, к 95-летию со дня рождения Шадт Булата именем поэта была названа улица в его родной деревне в Башкортостане.
- Здесь же, в д. Енахметово, на территории сельского клуба в 1997 году поэту был установлен памятник, а в 2006 году он был перенесён на другое место.
- На малой родине поэта традиционно проводятся вечера памяти, посвящённые ему[8].
- Одна из частей поэмы народного поэта Марийской АССР Г. Матюковского «Три сына», помимо Пет. Першут и Йывана Кырли, посвящена Шадт Булату.
- К 110-летию со дня рождения поэта на сайте Национального музея Республики Марий Эл им. Т. Евсеева была размещена виртуальная выставка «Поэт-патриот»[9].

## Награды
- Орден Красной Звезды (посмертно)